# 4-й гвардійський танковий корпус (СРСР)
4-й гварді́йський та́нковий Кантеми́рівський о́рдена Ле́ніна Червонопра́порний ко́рпус — оперативно-тактичне військове об'єднання в складі ЗС СРСР періоду Другої Світової війни.
Корпус відзначився у боях за Кантемирівку. Брав участь у боях на Курській дузі, а також за міста: Збараж, Тарнополь, Шепетівка, Ямпіль, Краків, Дрезден, передмістя Праги.
З 1945 року корпус переформований на дивізію.

## Бойовий шлях
Корпус створений наказом НКО СРСР № 1 від 3 січня 1943 року шляхом перетворення з 17-го танкового корпусу.
Наказом НКО СРСР № 42 від 27 січня 1943 року корпус отримав почесне найменування «Кантемирівський»: на честь Кантемирівки, у боях під якою він відзначився.
Воював у складі військ Південно-Західного, Степового, Воронезького, 1-го і 2-го Українських та 2-го Білоруського фронтів. На завершальному етапі війни входив до складу 5-ї гвардійської танкової армії.
За роки війни понад 20 тисяч воїнів корпусу були нагороджені орденами і медалями СРСР. 32-м «кантемирівцям» присвоєно звання Героя Радянського Союзу, 5 осіб стали повними кавалерами ордена Слави. 24 особи отримали звання почесних громадян населених пунктів СРСР.
14 червня 1945 року корпус був переформований на 4-ту гвардійську танкову Кантемирівську дивізію й 13 вересня того ж року вона була передислокована у місто Наро-Фомінськ Московської області, де увійшла до складу військ Московського військового округу.

## Склад
- Управління корпусу;
- 12-та гвардійська танкова бригада (колишня 66-та танкова бригада);
- 13-та гвардійська танкова бригада (колишня 67-ма танкова бригада);
- 14-та гвардійська танкова бригада (колишня 174-та танкова бригада);
- 3-тя гвардійська мотострілецька бригада;
- Корпусні частини:
  - 413-й окремий батальйон зв'язку (з 09.07.1943);
  - 106-й окремий саперний батальйон (з 09.07.1943);
  - 226-а окрема рота хімічного захисту (з 09.07.1943);
  - 17-а окрема гвардійська автотранспортна рота підвозу ПММ;
  - 92-а рухома авторемонтна база;
  - 85-а рухома танкоремонтна база;
  - 3-я авіаційна ланка зв'язку (з 09.07.1943);
  - 24-й польовий автохлібозавод (з 09.07.1943);
  - 1925-а польова каса Держбанку (з 12.01.1944);
  - 2136-в військова поштова станція (з 09.07.1943).

Після боїв на Донбасі до складу корпусу також увійшли:
- 264-й окремий мінометний полк;
- 765-й винищувальний протитанковий артилерійський полк;
- 1451-й самохідно-артилерійський полк;
- 120-й гвардійський зенітно-артилерійський полк;
- 22-й окремий бронеавтомобільний батальйон;
- 76-й окремий мотоциклетний батальйон.

## Командування

### Командир корпусу
- генерал-майор танкових військ, з 19.03.1943 генерал-лейтенант танкових військ Полубояров Павло Павлович (з 03.01.1943 по 14.06.1945).

### Заступник командира зі стройової частини
- гвардії генерал-майор т/в Антонов Григорій Якович (03.01.1943 — 08.08.1943, загинув);
- полковник Шуренков Петро Карпович (15.12.1943 — 21.08.1944);
- полковник Бауков Леонід Іванович (29.10.1944 — 05.06.1945).

### Начальник штабу
- полковник, генерал-майор танкових військ Нагайбаков Ізмаїл Ахметович (з 03.01.1943 по 14.06.1945).

### Заступник командира з політичної частини
- генерал-майор танкових військ Гуляєв Василь Георгійович (03.01.1943 — 24.04.1943);
- полковник Жебраков Володимир Васильович (24.04.1943 — 13.11.1944);
- полковник Болдирєв Валеріан Абрамович [со 02.12.1944 по 14.06.1945).